# Miljøstyrelsens liste over uønskede stoffer
Listen over de uønskede stoffer er det, Miljøstyrelsen selv kalder en ”signalliste”, som skal gøre producenter og forhandlere opmærksomme på, at disse stoffer senere vil blive udfaset. Det skal så fremskynde en ændring i produktionsmetoder og produktsammensætninger i god tid, inden det kan skabe problemer for indtjeningen.
Miljøstyrelsen understreger, at listen ikke er fuldstændig, og det skal ses i lyset af, at der hele tiden sker ændringer i  vores viden og forbrugsmønstre, og fordi der hele tiden foretages nye, internationale initiativer. Man lover derfor, at listen vil blive opdateret. 
I Danmark har erhvervsmæssige brugere af farlige, kemiske stoffer og produkter pligt til at oplyse Produktregisteret om anvendelsen af stofferne, og både producenter og importører skal holde oplysningerne ajourførte i forhold til eventuelle ændringer. Listen er fremstillet på baggrund af data fra dette produktregister.
På grund af deres potentielt skadelige egenskaber er mange af de mest persisterende organiske forurenere blevet forbudt ifølge Stockholm Konventionen af 2001. I Danmark må der kun bruges bekæmpelsesmidler, der er optaget på listen over godkendte bekæmpelsesmidler.

## Effektlisten
Effektlisten består af ca. 6400 stoffer, som er udvalgt efter styrelsens kriterier. Stofferne er udtrukket fra Listen over farlige stoffer (2002), EU’s liste over stoffer med dokumentation for hormonforstyrrende effekter, som er prioriteret til yderligere testning og højtonnage stoffer, som efter EUs opfattelse kan have PBT- og vPvB-egenskaber, samt Miljøstyrelsens Vejledende liste til selvklassificering af farlige stoffer.
Ud fra denne effektliste og produktregisteret har man kunnet udpege de stoffer på effektlisten, der anvendes i Danmark. På baggrund af disse sæt af data har man så udarbejdet den endelige Liste over uønskede stoffer.

## De uønskede stoffer
Listen er senest revideret den 17.10.2007
- Acrylamid
- Visse alkaner og cycloalkaner
  - Cyclohexan
  - Heptan
  - Hexan
  - C9-C12 Isoalkaner
  - Isododecan
- Alkylfenoler og alkylfenoletoxylater
- Alkylsulfonsyrefenylester
- Benzenamin, n-fenyl-, styreneret
- Bifenyl
- Bisfenol A
- 2,2'-Bisfenol F diglycidylæter
- Bly og blyforbindelser
- Visse Bor-forbindelser
  - Borsyre
  - Borax
  - Dibortrioxid
- Visse bromerede flammehæmmere
  - Pentabromdiohenylæter
  - Oktabromdifenylæter
  - Decabromdifenylæter
  - Tetrabromobisfenol A
  - Hexabromcyclododecan
- Butanonoxim
- Cadmium og cadmiumforbindelser
- Visse klorerede opløsningsmidler
- Benzylklorid
  - Diklormetan
  - Tetraklorethylen
  - Triklorethylen
  - Klorparaffiner (kort-, mellem- og langkædede)
- Visse kromatforbindelser
  - Kromtrioxid
  - Dinatriumdikromat
  - Kaliumkromat
  - Strontiumkromat
  - Zinkkromat
- Kobolt(II)sulfat
- Kreosotforbindelser med kræftfremkaldende "urenheder"
- Cyclohexan-1,2-dicarboxylsyreanhydrid (uspec.)
- Dibenzyl(metyl)benzen
- 3,4-Dikloroanilin
- Diethanolamin
- N,N-Dimetylformamid
- Ethanthiol
- Fluorerede drivhusgasser (HFCer, PFCer, Svovlhexafluorid)
  - HFC 134a
  - HFC 125
  - HFC 143a
  - HFC 152a
  - CF4
  - C2F6
  - C3F8
  - SF6
- Formaldehyd
- Formamid
- Glutaral
- Glycidylneodecanoat
- Visse glykolætere
  - 2-Ethoxyethanol
  - 2-Ethoxyetylacetat
  - 2-metoxyethanol
  - 2-metoxyetyl-acetat
  - 2-metoxypropan-1-ol
  - 2-metoxypropyl-acetat
- Hexahydro-4-metylphthalsyreanhydrid
- Hydroxybenzener
  - Hydrokinon
  - Resorcinol
  - Hydroxylammoniumsulfat
- Visse isocyanater
  - MDI
  - 2,4' MDI
  - 4,4' MDI
  - TDI
  - 2,4 MDI
  - 2,6 MDI
- Kobber og kobberforbindelser
- Kviksølv og kviksølvforbindelser
- 4,4'-metylendianilin
- Mercaptobenzothiazol (MBT)
- Molybdæntrioxid
- MTBE
- Natriumhypoklorit
- Calciumhypoklorit
- Visse nikkelforbindelser
  - Nikkel
  - Nikkeloxid
- 4-Nitrotoluen
- Oktadecyl-3-(3,5-di-tertiærbutyl-4-hydroxyfenyl)propionat
- Oktametylcyclotetrasiloxan
- Visse olieafledte stoffer
  - Råolie til visse anvendelser
  - Kulbrinter, C26-55, aromatrige
  - Ekstrakter (råolie), let paraffindestillat solvent
  - Destillater (råolie), tunge paraffin-
  - Ekstrakter (råolie), tungt parraindestillat solvent
  - Rester (råolie), dampkrakket
  - Terpentin, mineralsk
  - Solventnafta (råolie), middeltung alifatisk
- Visse organiske tinforbindelser
  - Dibutyltin (DBT), dioctyltin (DOT) og trifenyltin (TPT), som omfatter flere CAS-numre
  - Tributyltin
  - Tributyltin-forbindelser
  - Tributyltinoxid = bis(tributyltin) oxid
  - 2-propenoic acid, 2-metyl-, metylester = Stannane, tributylmetacrylat
  - Metoxyetylacrylat tributyltin, copolymer
  - Fenol, 2-[(tributylstannyl)oxy]carbonyl] = Monotributyltinsalicylat
  - Stannane, (benzoyloxy)tributyl-
  - Stannane, [1,2-fenylenebis(carbonyloxy)
  - Stannane, tributyl = Tributyltin naphthalat
  - Stannane, tributyl-, mono(naphthenoyloxy)
  - Stannane, tributyl[(1-oxo-9,12-oktadecad)]
  - Stannane, tributyl[(1-oxo-9-oktadecenyl)]
  - Stannane, tributyl[[[1,2,3,4,4a,4b,5,6,1]]]
  - Stannane, tributylfluoro- Me
  - Tributyl[(2-metyl-1-oxo-2-propenyl)oxy]stannane
  - Tributyltincarboxylat
  - Tributyltinnaphthalat
  - Tributyltinpolyethoxylat
  - Tri-n-propyltin (TPrT)
  - Trifenyltin
  - Tetrabutyltin (TTBT)
  - Fentinacetat
- Overfladeaktive stoffer, der ikke nedbrydes fuldstændigt under anaerobe forhold
- Visse parfumestoffer:
  - Amylcinamal
  - Amylcinnamylalkohol
  - Anisylalkohol
  - Benzylalkohol
  - Benzylbenzoat
  - Benzylcinnamat
  - Benzylsalicylat
  - Cinnamylalkohol
  - Cinnamal
  - Citral
  - Citronellol
  - Kumarin
  - d-Limonen
  - Eugenol
  - Farnesol
  - Geraniol
  - Hexylcinnamaldehyd
  - Hydroxycitronellal
  - Hydroxymetylpentylcyclohexencarboxaldehyd
  - Isoeugenol
  - Lilial
  - Linalool
- Metylheptinkarbonat
- 3-Buten-2-one, 3-metyl-4-(2,6,6-trimetyl-2-cyclohexen-1-yl
- Pentaerythritol tetrakis(3-(3,5-di-tert-butyl-4-hydroxyfenyl) propionat
- PFOS-forbindelser
- Fenol, 2,6-bis(1,1-dimetyletyl)-4-metyl-fenylglycidylæter
- Visse phthalater:
  - Benzylbutylphthalat
  - Di(1-etylhexyl)phthalat
  - Dibutylphthalat
  - Di(2-metoxyetyl)phthalat
  - Phthalsyreanhydrid, metyltetrahydro- (uspec.)
- Visse pigmenter og farvestoffer:
  - Acetamid, N-(5-(bis(2-(acetyloxy)etyl)amino)-2-((2-klor-4-nitrofenyl)azo)fenyl)-1,2-Dihydro-6-hydroxy-1-(3-isopropoxypropyl)-4-metyl-2-oxo-5-[4-fenylazo)fenylazo]pyridin-3-carbonitril
- Propylenoxid
- Styren
- Terfenyl (uspec.)
- Thiram
- Visse tjæreprodukter:
- Tjære, stenkuls-, højtemperaturs-
  - Kultjærebeg-, højtemperaturs-
  - Stenkulstjære
  - Naftalen
- Triglycidylisocyanurat
- Trifenylfosfit
- Tris(2-kloretyl)fosfat
- Tris(2,4-di-tert-butylfenyl)fosfit
- Zineb

## Udvælgelseskriterier
Disse stoffer er udvalgt, fordi de indebærer ét eller flere af disse problemer:
Tilsammen betyder det at stoffer, der er klassificeret for en eller flere af følgende egenskaber, er kandidater til "Listen over uønskede stoffer":
- Kan ophobes i kroppen efter gentagen brug.
- Fare for varig alvorlig skade på helbredet.
- Mulighed for kræftfremkaldende effekt.
- Kan give overfølsomhed ved indånding.
- Kan fremkalde kræft.
- Kan forårsage arvelige genetiske skader.
- Alvorlig sundhedsfare ved længere tids påvirkning.
- Kan fremkalde kræft ved indånding.
- Meget giftig for organismer, der lever i vand; kan forårsage uønskede langtidsvirkninger i vandmiljøet
- Kan forårsage uønskede langtidsvirkninger i miljøet
- Farlig for ozonlaget.
- Kan skade forplantningsevnen.
- Kan skade barnet under graviditeten.
- Mulighed for skade på forplantningsevnen.
- Mulighed for skade på barnet under graviditeten.
- Kan skade børn i ammeperioden.
- Mulighed for varig skade på helbred

## Note
1. ↑  "Miljøstyrelsens oprindelige liste over uønskede stoffer (2004)" (PDF). Arkiveret fra originalen (PDF) 9. juni 2007. Hentet 30. juli 2008.
2. ↑  "Stockholm Convention on Persistent Organic Pollutants website". Arkiveret fra originalen 16. april 2014. Hentet 31. oktober 2010.
3. ↑  Godkendte bekæmpelsesmidler (Webside ikke længere tilgængelig)
4. ↑  Revideret liste af 17. oktober 2007 Arkiveret 24. september 2007 hos  Wayback Machine Bemærk, at at Miljøstyrelsen opgiver stofnavnene med deres engelsk-amerikanske betegnelser. De er såvidt muligt bragt i overensstemmelse med dansk retskrivning.